# آلدو رالی
آلدو رالی (ایتالیایی: Aldo Ralli؛ ‏ ۲۱ اکتبر ۱۹۳۵ – ۶ مارس ۲۰۱۶) بازیگر اهل ایتالیا بود.
از فیلم‌هایی که وی در آن نقش داشته‌است، می‌توان به پیرینوی باحال، خانم دکتر روستا، سفیدبرفی و همراهان، امانوئل در ییلاق، مأموران مخفی ویژه، ایل دیوو، فانتوتزی ۲۰۰۰ – شبیه‌سازی، سکوت بزرگ، زیبایی بزرگ، ریمینی ریمینی - یک سال بعد، چیزهایی برای ثروتمندان و جوانی اشاره کرد.